# Pietro Frua

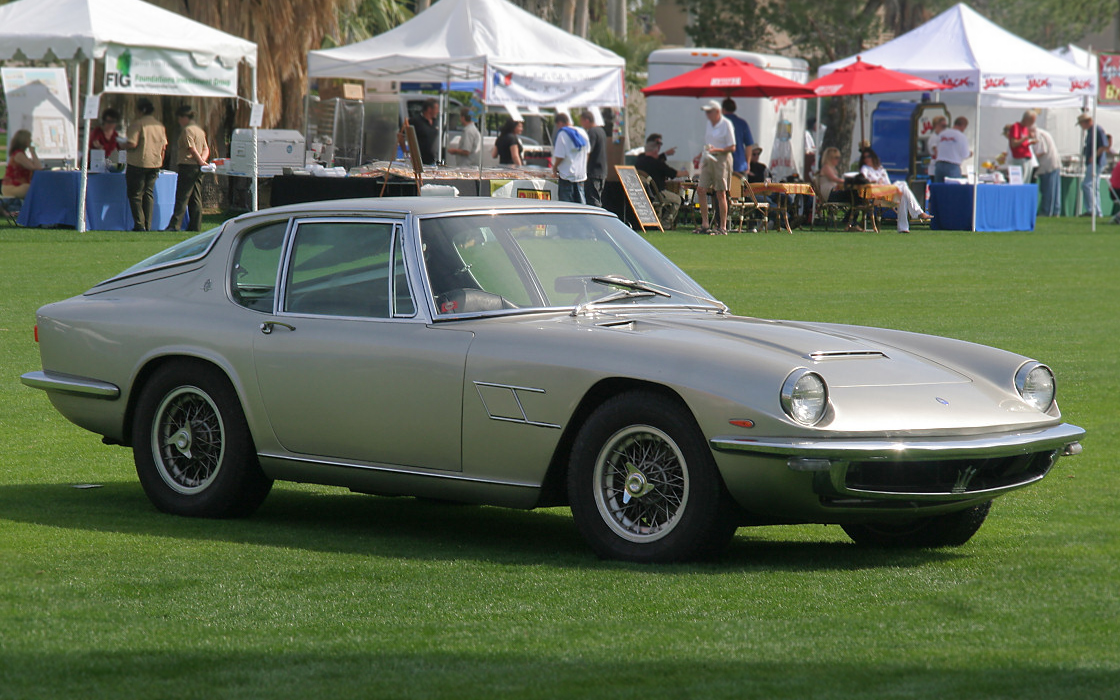
Maserati Mistral Cupé (1967)

Pietro Frua (Turín, 2 de mayo de 1913 - ib., 28 de junio de 1983) fue uno de los principales constructores de carrocerías y diseñadores de automóviles italianos durante las décadas de 1950 y 1960.

## Semblanza
Frua nació en 1913 en Turín, el centro de la carrocería del norte de Italia. Era el cuarto hijo de Angela, modista, y de Carlo Frua, empleado de Fiat.
Después de la escuela se formó como delineante en la Scuola Allievi Fiat, donde realizó su aprendizaje. La carrera profesional de Frua comenzó a los 17 años, cuando se incorporó a Stabilimenti Farina como delineante. A la edad de 22 años, se convirtió en Director de Estilismo en Stabilimenti Farina, por entonces uno de los principales carroceros de Turín que empleaba a varios cientos de personas. Se le atribuye haber influido en los primeros diseños de la icónica Vespa mientras estuvo en Farina. Ahí fue donde Frua tuvo su primer contacto con Giovanni Michelotti, quien se convirtió en su sucesor como Jefe de Estilismo después de que abriera su propio estudio en 1938.
Durante la Segunda Guerra Mundial, el trabajo de estilismo de automóviles fue escaso, y Frua tuvo que dedicarse al diseño de automóviles para niños, hornos eléctricos y muebles de cocina, así como una motocicleta monocasco.
Previendo el desarrollo de la posguerra, en 1944 compró una fábrica bombardeada, contrató a 15 trabajadores (incluido Sergio Coggiola, que fundó su propia empresa de carrocerías en 1966) y se equipó para diseñar y construir automóviles.

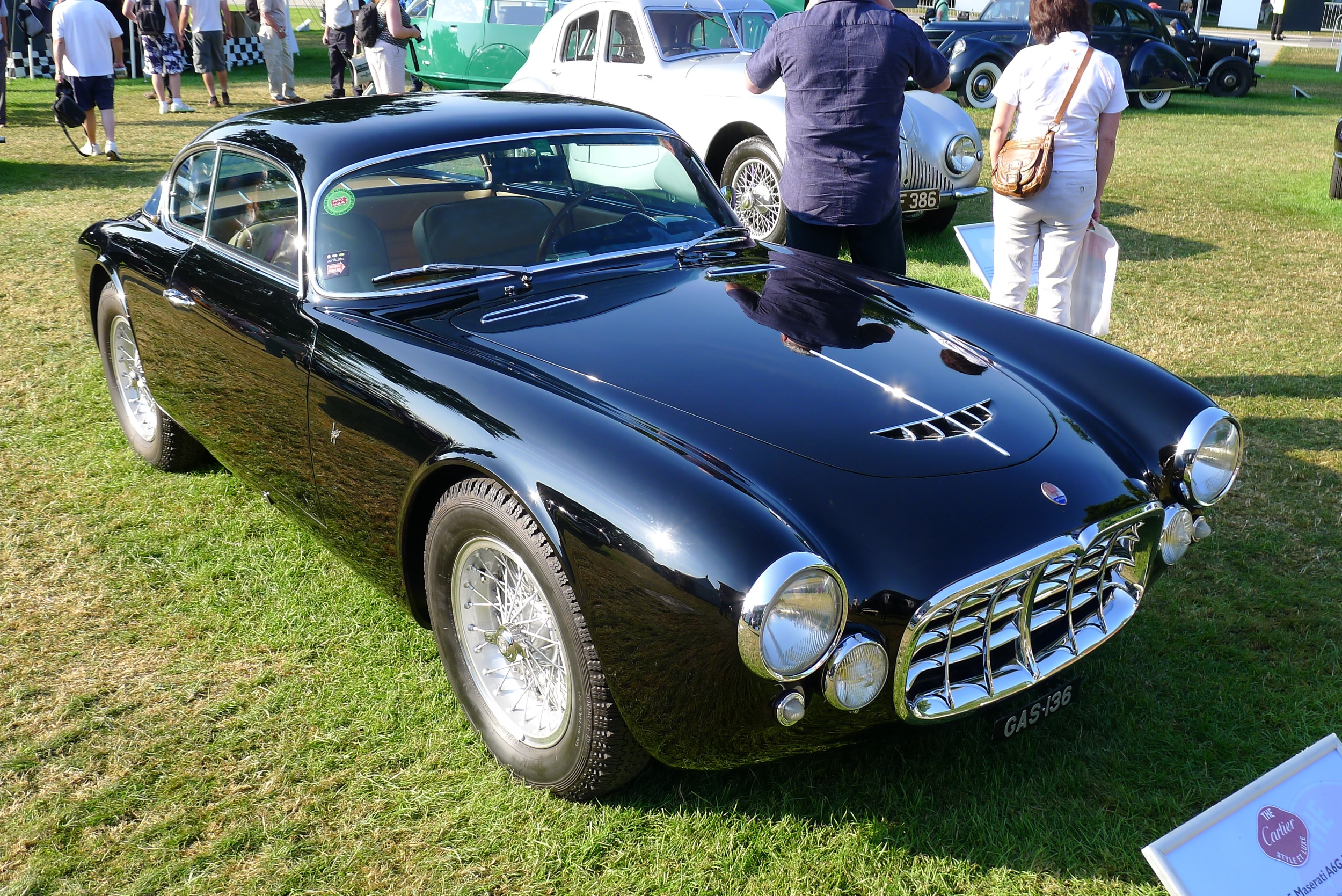
Maserati A6G/54 Cupé de Frua (1955)

Su primer automóvil conocido es un Fiat 1100C convertible de 1946. Maserati fue uno de los primeros clientes que contrató a Frua para el diseño de su nuevo deportivo de 2 litros y 6 cilindros, el A6G. De 1950 a 1957, Frua fabricó 19 spyder y siete cupés en tres series de diseño diferentes, incluidas algunas en el chasis de carreras A6 GCS.
En 1957 vendió su pequeña empresa de carrocería a Carrozzeria Ghia en Turín, y el director de Ghia, Luigi Segre, lo nombró director de Ghia Design. En este corto período, Frua fue responsable del exitoso Renault Floride, que experimentó un merecido éxito comercial (se vendieron alrededor de 117.000 en diez años). Este éxito llevó a un desacuerdo entre Segre y Frua sobre la “paternidad” del automóvil, y Frua dejó Ghia para comenzar de nuevo su propio estudio de diseño.
Al mismo tiempo, Pelle Petterson diseñó el Volvo P1800 bajo la atenta mirada de Frua, y como era de esperar, a menudo se atribuye a la pluma de Frua. De 1957 a 1959, también diseñó varios coches para Ghia-Aigle, la antigua filial suiza de Ghia Turin, ya independiente en ese momento. Giovanni Michelotti fue su antecesor en este cargo.
Después de que Ghia-Aigle abandonó la construcción de carrocerías, un ex empleado, Adriano Guglielmetti, comenzó su propio negocio y fundó Carrosserie Italsuisse en Ginebra. De nuevo Pietro Frua se encargó de los bocetos, y muy probablemente, construyó todos los prototipos para esta empresa. Después de un Volkswagen Escarabajo-pontón de estilo Corvair en 1960, Italsuisse presentó un Maserati 3500 GTI Cupé en el stand de Italsuisse en el Salón del Automóvil de 1961 en Ginebra, junto con dos elegantes carrocerías sobre el chasis Studebaker. En 1964 le siguió un pequeño y encantador convertible con la mecánica del Opel Kadett.
Durante la década de 1960, Pietro Frua fue uno de los diseñadores de automóviles más destacados de Italia. La “línea Frua” era sinónimo del buen gusto de un diseñador singular. Siguió la realización de cada automóvil hasta el último detalle de los prototipos y modelos únicos completamente funcionales, a menudo llevándolos personalmente a su presentación en los salones del automóvil en Europa.
Glas

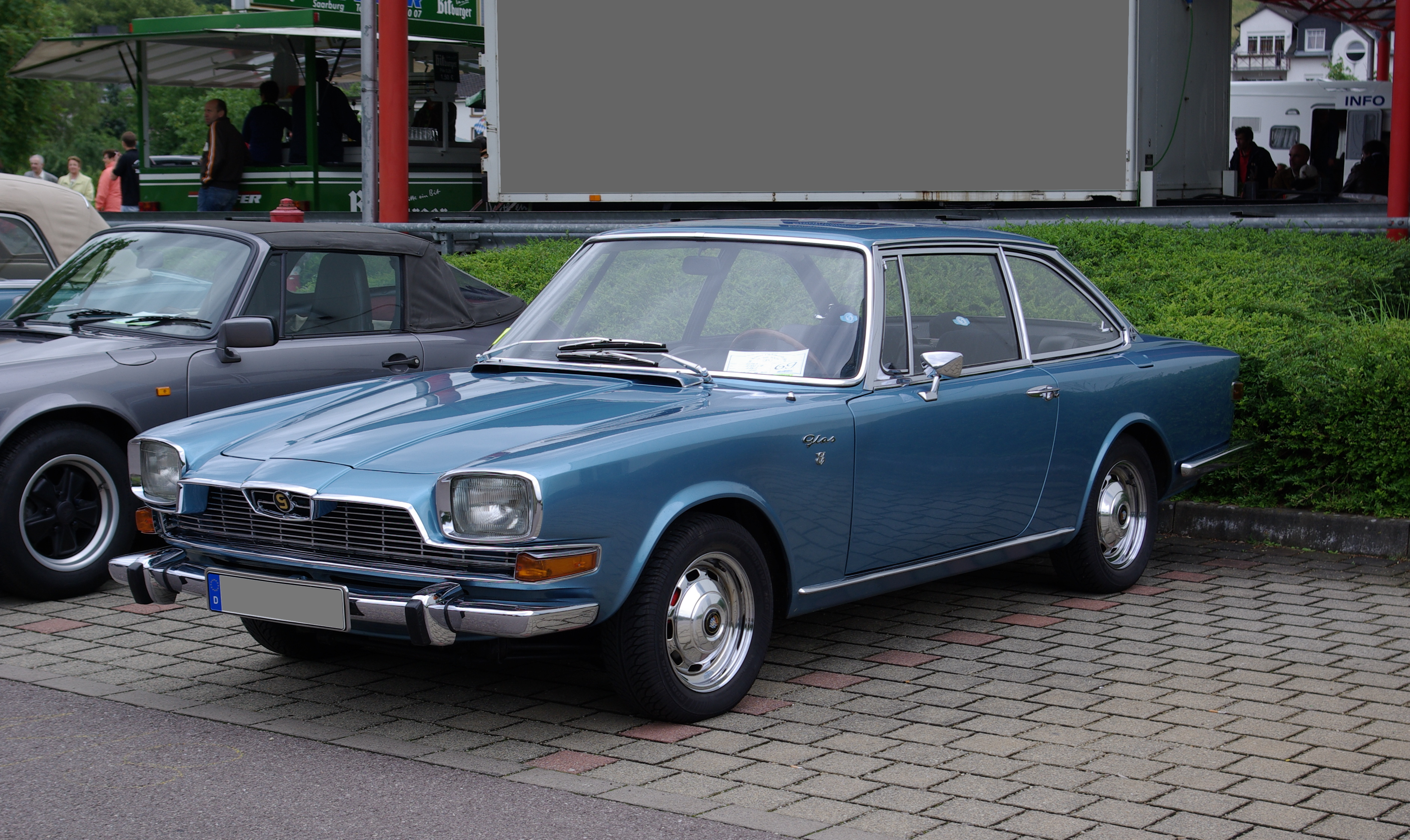
El Glas 2600 V8

En 1963, a la edad de 50 años y en la cima de su carrera, Frua diseñó una gama de automóviles para Glas, el fabricante de automóviles más pequeño de Alemania. Esto incluía el GT Cupé y el Cabriolet, así como el 2600 con motor V8 más grande, a menudo llamado "Glaserati" por su semejanza con los diseños Maserati de Frua. Estos se construyeron hasta 1968 como BMW GT, después de que BMW comprara Glas.
Maserati Mistral

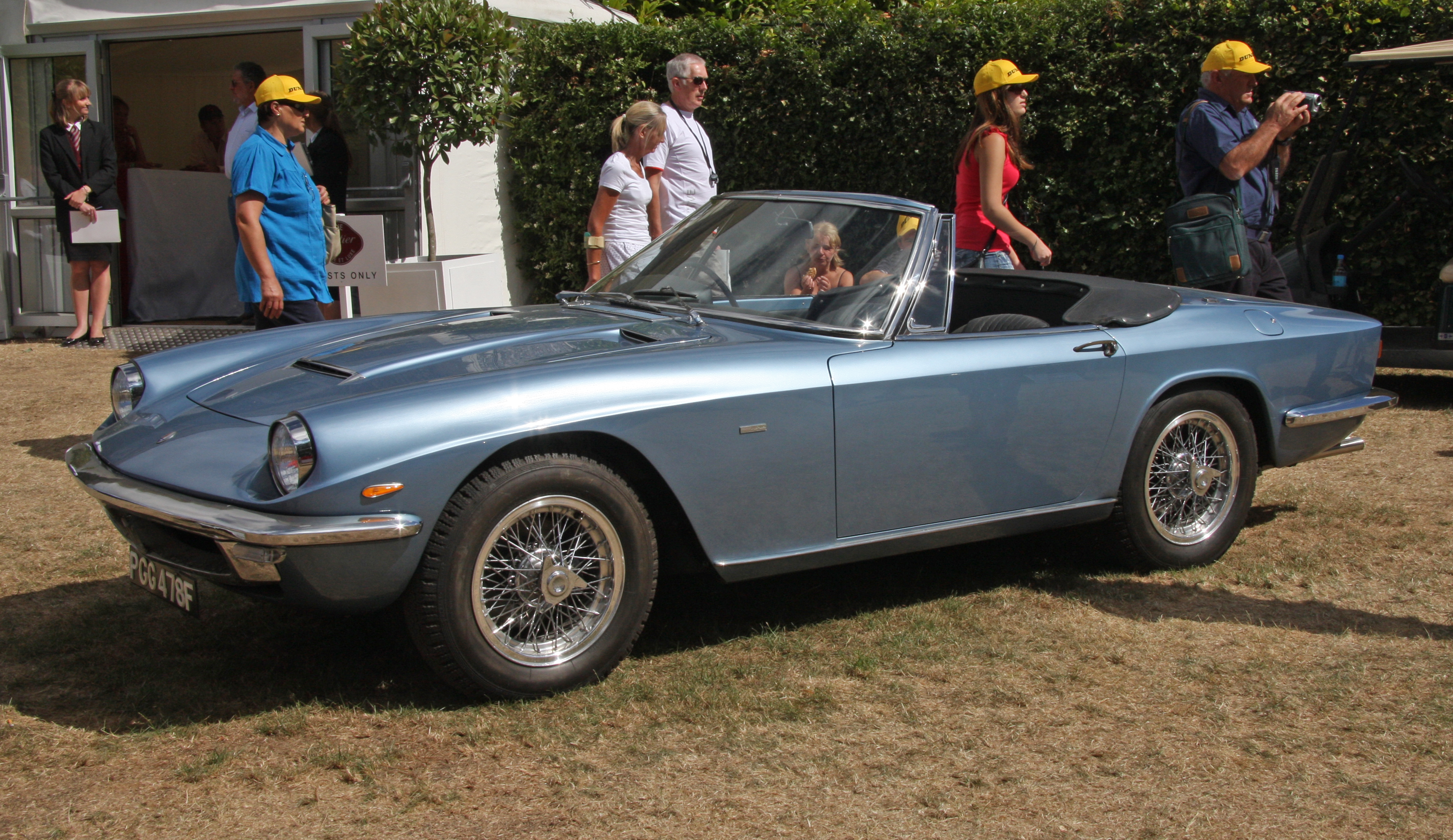
1967 Maserati Mistral Spyder

También en 1963, Maserati mostró el Quattroporte (de cuatro puertas) con carrocería Frua, que después de varios trabajos aislados, restableció la conexión de Frua con este fabricante. Dos años después, se mostró el Mistral, consolidando el estatus de Frua a mediados de los sesenta. Con estos coches, Maserati se situó en un nuevo mercado de coches lujosos, potentes y discretos.
AC Frua

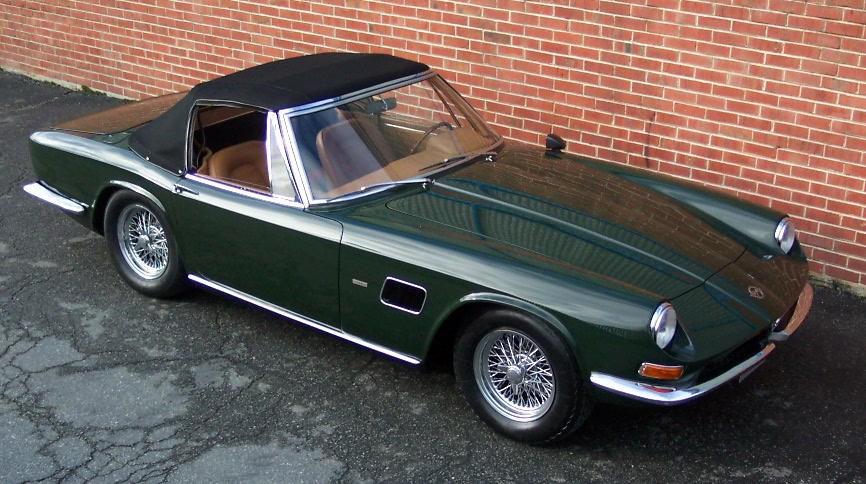
1971 AC 428 roadster

En 1965, AC mostró el potente AC Frua Spyder de 7 litros con carrocería Frua, inspirado en la forma del Mistral. Le siguió un cupé en 1967. Ese mismo año, el piloto de carreras suizo e importador de Ferrari Peter Monteverdi comenzó a construir un cupé deportivo con carrocería Frua, el Monteverdi High Speed 375S con motor Chrysler. También diseñó el Monteverdi 2000 GTI (un único prototipo). Debido a la capacidad limitada de las instalaciones de Frua, la producción de los siguientes modelos High Speed fue a Fissore, en Turín. Sin embargo, se cree que el Monteverdi Hai 450 fue diseñado por Frua.
A finales de la década de 1960, Frua intentó en vano prolongar su éxito con Glas haciendo una docena de propuestas a BMW, que finalmente decidió diseñar sus nuevos vehículos por su cuenta.
Aunque no fue el diseñador principal, Frua produjo la carrocería y realizó el ensamblaje final y los detalles para los prototipos del Momo Mirage de Peter Kalikow a principios de la década de 1970. Había sido recomendado a Kalikow por Derek Hurlock, presidente y director general de AC Cars, en parte debido a su trabajo en el AC Frua.
En la década de 1970 Frua redujo la frecuencia de sus presentaciones, pero en la sexta década de su vida aún demostró su buen gusto y su cuidada manufactura artesanal a los más jóvenes, que ya habían asumido su rol en el proceso industrial. Ya no había una demanda para construir prototipos completamente detallados y funcionales en menos de diez semanas, y habían desaparecido los clientes interesados en piezas únicas de carrocería especial. Uno de sus últimos diseños para entrar en producción en serie fue el GT Maserati Kyalami de dos puertas, que se mostró por primera vez en el Salón del Automóvil de Ginebra de 1976.
En 1982, Pietro Frua desarrolló cáncer y se sometió a una cirugía sin éxito en el otoño de ese mismo año. Se casó con su asistente de mucho tiempo, Gina, poco antes de morir el 28 de junio de 1983, unas semanas después de cumplir 70 años.

## Reconocimientos
- En 1999, la Global Automotive Elections Foundation nominó a Frua entre un grupo de veinticinco diseñadores que competían por la designación como Diseñador Automotriz del Siglo.